# Climat de la Bretagne
Le climat de la Bretagne est l’état moyen des conditions de l'atmosphère terrestre sur le territoire de la région Bretagne, fondé sur les moyennes et la variabilité de paramètres météorologiques (température, pression atmosphérique, précipitations, ensoleillement, humidité, vitesse du vent) pendant une période donnée, la période type de référence définie par l’Organisation météorologique mondiale étant de 30 ans.
La région Bretagne est dominée par un climat océanique, caractérisé par des étés plutôt beaux et doux ainsi que des hivers doux, souvent pluvieux et ventés avec de belles journées calmes et lumineuses. Les écarts de températures sont faibles et les jours de gel en hiver sont rares. Les précipitations sont assez fréquentes et sont réparties toute l’année. Globalement, le temps breton est souvent changeant et très variable d'un secteur à l’autre avec quantités de microclimats.
Comme l'ensemble de la France métropolitaine, la Bretagne est exposée au réchauffement climatique qui contribue à modifier les climats locaux actuels et à des effets sur l'environnement, la santé et la société. Pour respecter les deux objectifs de l'accord de Paris sur le climat (réchauffement bien en-dessous de 2 °C et de préférence limité à 1,5 °C), une réduction forte et immédiate des émissions de CO2 est indispensable, jusqu'à atteindre la neutralité carbone, seule à même de stopper le réchauffement, la France, à travers sa politique climatique, déploie différentes stratégies d'atténuation et d'adaptation), avec des objectifs spécifiques comme la réduction des émissions de gaz à effet de serre de 40 % entre 1990 et 2030 (20 % en 2019) ou la réduction de la consommation énergétique finale de 50 % en 2050 par rapport à la référence 2012 en visant un objectif intermédiaire de 20 % en 2030. Dans ce cadre le conseil régional de Bretagne a créé le Haut conseil breton pour le climat et publié différents documents de stratégie (SRADETT) ou d'engagements (Accords pour une Bretagne engagée pour le climat et la planète). Au niveau local, 49 PCAET, portés par les intercommunalités, sont adoptés ou en cours d'élaboration.

## Histoire

### Dernière période glaciaire
La dernière période glaciaire est une période de refroidissement global, ou glaciation, qui caractérise la fin du Pléistocène sur l'ensemble de la planète. Elle commence il y a 115 000 ans et se termine il y a 11 700 ans, quand commence l'Holocène.
Lors du dernier maximum glaciaire, vers –18 000 ans, la température à la surface de la Terre était de 3 à 5 °C inférieure à celle d'aujourd’hui. La Bretagne, située en marge des glaciers qui recouvraient une bonne partie du nord de l'Europe, subissait un climat froid et aride, avec une végétation rase de toundra, telle qu’on peut la rencontrer en Alaska, dans le Grand Nord canadien ou en Sibérie. En raison des énormes quantités d’eau stockées par les glaciers, le niveau des mers était quelque 120 mètres plus bas et la Manche était un fleuve qui se déversait dans l’Atlantique. À l’opposé, la phase de radoucissement entamée vers −10 000 ans entraîne le retrait des glaciers et la remontée du niveau de la mer jusqu’à retrouver à peu près les contours actuels de la Bretagne. Ce réchauffement a donc été lent (sur plusieurs milliers d’années) sans commune mesure avec celui qui s’amorce aujourd’hui dont les effets sont attendus sur une période de l’ordre du siècle.

### Période interglaciaire actuelle

#### Relative stabilité des températures
Jusqu’au début du XXe siècle, on observe une grande stabilité de la température, en dépit de fluctuations rapides et de faible amplitude : optimum du Moyen âge, petit âge glaciaire vers 1650, période froide vers 1850.

#### Réseau d'observations météorologiques breton
En Bretagne, la Société d'agriculture, de commerce et des arts de Bretagne entreprend, dès 1760, d’effectuer des relevés quotidiens de températures, pression, direction du vent et temps sensible. La Société royale de médecine lance, dès ses débuts, une vaste enquête sur les maladies épidémiques qui affectent le royaume, liant climat et morbidité conformément aux théories de l’époque.
En 1855, le directeur de l'Observatoire de Paris, Urbain Le Verrier, propose à Napoléon III d’organiser le réseau de surveillance et d’avertissement des tempêtes, à la suite de la destruction par une violente tempête d’une partie de la flotte engagée dans la guerre de Crimée. Celui-ci donnera naissance au service météorologique national. Ce réseau, dont fait partie l’Observatoire de la Marine de Brest, est complété à partir de 1865 par un service d’observations météorologiques davantage destiné à la description du climat, qui mobilise, en particulier, les écoles normales primaires. La Première, puis la Seconde Guerre mondiale vont sérieusement compromettre la pérennité de ces réseaux, qu’il a fallu à chaque fois remettre sur pied.

## Zonages climatiques

### Caractéristiques générales
La Bretagne possède un relief très peu marqué, culminant à 387 m d’altitude, tandis que les fonds marins, dans la limite des eaux territoriales, ne descendent pas sous les 100 m de profondeur. Le relief et la géologie de la Bretagne sont marqués par le Massif armoricain. Avec son littoral très découpé, la Bretagne abrite les côtes les plus longues de France métropolitaine, soit 47 % de la façade Manche, et un tiers du littoral français. La région est dominée par un climat océanique, caractérisé par des étés plutôt beaux et doux ainsi que des hivers doux, souvent pluvieux et ventés avec de belles journées calmes et lumineuses. Les écarts de températures sont faibles et les jours de gel en hiver sont rares. Les précipitations sont assez fréquentes et sont réparties toute l’année. Globalement, le temps breton est souvent changeant et très variable d'un secteur à l’autre avec quantités de microclimats.

### Zonage local (Météo-France, 2009)
Les territoires bretons appartiennent à six zones climatiques différentes, selon un découpage établi par Météo-France en 2009. Certains secteurs sont très frais et humides. Le gradient climatique suit davantage une ligne est-ouest plutôt qu'une différence nord-sud. La partie ouest de la Bretagne (littoral hyperocéanique doux) est marquée par des précipitations plus fréquentes, notamment dans les zones vallonnées, tandis que les terres les plus à l’est présentent un climat plus continental avec des hivers plus frais et des étés plus chauds (bassin rennais). Le littoral nord est fortement venté et connait des étés frais alors que le littoral sud enregistre des températures 
plus clémentes en saison estivale.

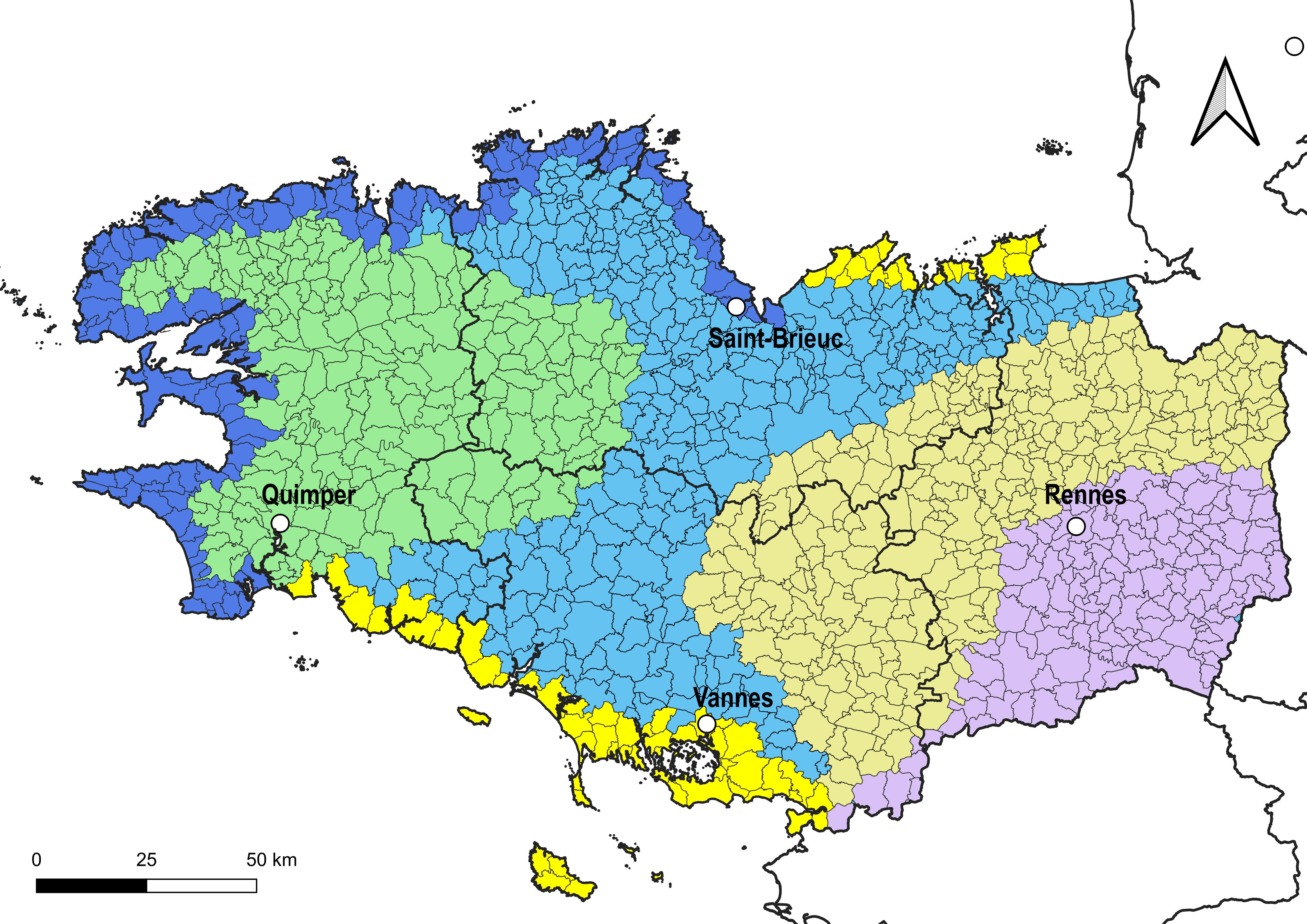
Zonage climatique de la Bretagne (Météo-France, 2009).
Littoral (venté, étés frais mais doux en hiver, pluies moyennes)
Littoral doux (venté, étés cléments)
Monts d'Arrée (hivers froids, peu de chaleurs, fortes pluies)
Intérieur (climat médian, à dominante plus océanique)
Intérieur Est (hivers plus frais, été plus chauds, pluies modérées)
Sud Est (étés relativement chauds et ensoleillés)

### Zonages nationaux

#### Zonage de Joly et al. (2010)
Une étude de 2010 réalisée par Daniel Joly, Thierry Brossard, Hervé Cardot, Jean Cavailhes, Mohamed Hilal et Pierre Wavresky a permis de classer les climats de métropole en huit grands types. Partant des mesures stationnelles de précipitation et de température mises à disposition par Météo-France, un jeu de 14 variables intégrant une série temporelle de 30 ans (1971-2000) est défini pour caractériser les climats et leurs modalités distinctives de variation. Une méthode originale dite d’interpolation locale permet de reconstituer les champs spatiaux continus des variables en question et de les exprimer sous forme de couches d’information gérables par SIG. Il en a résulté 8 types de climats. La Bretagne ressort quant à elle de deux zones : climat océanique franc et climat océanique altéré.
- Le climat océanique franc. Les températures sont moyennes et très homothermes : l’amplitude annuelle (moins de 13°C d’écart entre juillet et janvier), le nombre de jours froids (moins de 4) et chauds (moins de 4) et la variabilité interannuelle sont minimaux. Les précipitations sont annuellement abondantes (un peu plus de 1000 mm) et fréquentes en hiver (plus de 13 jours en janvier). L’été est également pluvieux (8-9 jours en juillet) mais les cumuls sont réduits[7] ;
- Le climat océanique altéré constitue une transition entre l’océanique franc  et l’océanique dégradé. La température moyenne annuelle est assez élevée (12,5 °C) avec un nombre de jours froids faible (entre 4 et 8 par an) et chauds soutenu (entre 15 et 23 par an). L’amplitude thermique annuelle (juillet-janvier) est proche du minimum et la variabilité interannuelle moyenne. Les précipitations, moyennes en cumul annuel (800-900 mm) tombent surtout l’hiver, l’été étant assez sec[8] ;

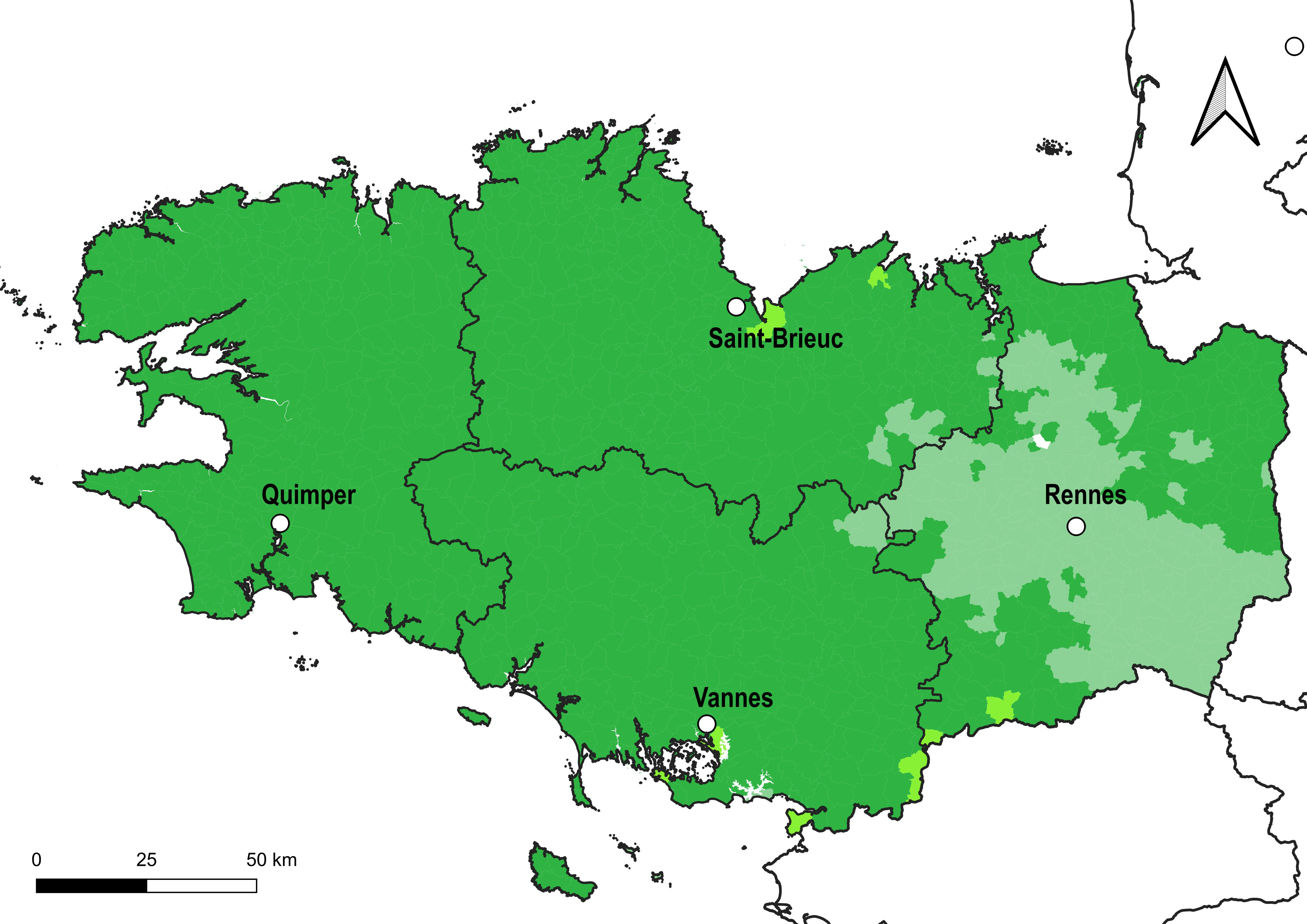
Typologie climatique de 2010 (sur la base des normales 1971-2000).
climat océanique altéré
climat océanique franc
climat méditerranéen altéré

## Paramètres climatiques

### Paramètres des stations météorologiques historiques
| Département     | Stations             | Températures | Températures         | Températures          | Ensoleilmt | Précipitations | Précipitations       | Précipitations | Précipitations |
| Département     | Stations             | moy moyenne  | maxi extrême         | mini extrême          | Ensoleilmt | Cumul moyen    | Max en 24 h          | Max en 5 j     | Moy > 1 mm     |
| --------------- | -------------------- | ------------ | -------------------- | --------------------- | ---------- | -------------- | -------------------- | -------------- | -------------- |
| Côtes-d'Armor   | Saint-Brieuc         | 11,4         | 39,7 (18 juil. 2022) | -11,3 (12 janv. 1987) | 1615.9     | 757,3          | 55,5 (3 oct. 2020)   | 162,4 (oct.)   | 5,2            |
| Finistère       | Brignogan            | 12,3         | 32,6 (2 août 1990)   | -7,0 (13 janv. 1987)  |            | 669,8          | 117,1 (8 janv. 1985) | 158,9 (oct.)   | 5,5            |
| Finistère       | Brest-Guipavas       | 11,7         | 39,3 (18 juil. 2022) | -14,0 (28 janv. 1947) | 1554.7     | 1229,8         | 82,6 (24 oct. 2011)  | 138,1 (janv.)  | 6,9            |
| Finistère       | Lanvéoc-Poulmic      | 12,2         | 37,3 (18 juil. 2022) | -8,8 (14 janv. 1987)  | 1591       | 859,5          | 160,0 (8 nov. 1984)  | 168,9 (nov.)   | 6,5            |
| Finistère       | Ouessant-Stiff       | 12,3         | 31,5 (18 juil. 2022) | -7,6 (13 janv. 1987)  | 50.8       | 812,6          | 97,0 (11 fev. 1982)  | 135,4 (fev.)   | 4,9            |
| Finistère       | Quimper - Pluguffan  | 12,1         | 35,9 (30 juin 1976)  | -10,1 (13 janv. 1987) | 1708.2     | 1214,4         | 199,9 (12 juin 1982) | 409,7 (juin)   | 7,2            |
| Finistère       | Landivisiau          | 11,5         | 34,5 (18 juil. 2006) | -9,1 (13 janv. 1987)  | 1393.4     | 888,4          | 63,0 (23 dec. 2013)  | 130,3 (avr.)   | 6,5            |
| Ille-et-Vilaine | Dinard               | 11,9         | 40,0 (18 juil. 2022) | -13,7 (20 janv. 1963) | 1784.5     | 752,0          | 108,6 (25 mai 2010)  | 113,0 (mai)    | 5,4            |
| Ille-et-Vilaine | Rennes-Saint-Jacques | 12,4         | 40,5 (18 juil. 2022) | -19,0 (14 fev. 1929)  | 1761.6     | 691,0          | 82,6 (15 mai 1971)   | 104,4 (juin)   | 5,7            |
| Morbihan        | Belle Ile-Le Talut   | 13,0         | 34,8 (28 juin 1976)  | -10,0 (20 janv. 1963) |            | 680,8          | 443,0 (15 mars 2001) | 457,0 (mars)   | 5,1            |
| Morbihan        | Lorient-Lann Bihoue  | 12,2         | 37,6 (18 juil. 2022) | -13,1 (20 janv. 1963) | 1865       | 943,3          | 80,3 (17 août 1960)  | 156,2 (oct.)   | 6,4            |
| Morbihan        | Vannes-Séné          | 12,6         | 40,2 (18 juil. 2022) | -8,6 (1 mars 2005)    | 1779.7     | 899,0          | 67,6 (2 oct. 2021)   | 112,3 (oct.)   | 6,4            |

## Événements climatiques exceptionnels
La région Bretagne est principalement confrontée aux aléas tempêtes, inondations par débordements de cours d’eau mais également aux aléas d’inondations par submersion marine du fait de sa forte exposition littorale. Le littoral breton est également soumis au phénomène d’érosion côtière. Breizh Hin page 12

### Vents extrêmes et tempêtes
Météo-France a réalisé, sur la période 2012-2014, avec le concours technique du SHOM et du CEREMA et le soutien financier de l’Etat et de la région Bretagne, une étude des événements de tempête passés ayant affecté le littoral breton, en lien avec la problématique des submersions marines. Cette étude, dénommé « Vimers » en référence à l’appellation donnée aux submersions marines générées par la concomitance de tempêtes et de fortes marées dans le folklore rétais, a conduit à la production de près de 160 fiches descriptives des tempêtes recensées.
Les tempêtes les plus remarquables qui ont frappé la Bretagne sur la période 1970-2022 sont les suivantes : 
- 15 octobre 1987 : vents dépassant les 200 km/h sur les côtes du Finistère ;
- 26 décembre 1999 : tempête Lothar - vent de 150 km/h entre le pays de Dol et Saint-Brieuc ;
- 10 mars 2008 : dégâts par submersion marine sur le littoral ;
- 27-28 février 2010 : tempête Xynthia – quelques inondations et surcotes littorales
- hiver 2013-2014 : succession de plusieurs tempêtes – inondations et dégâts sur le littoral.

### Inondations
- Février 1974 : 2 m d’eau dans Morlaix.
- 19 janvier 1995 : 79 mm de pluie à Rennes-Saint-Jacques.
- Décembre 1999 : 211 mm de pluie en 6 jours à Quimper.

### Canicules et sécheresses
- été 1976 : 31 mm de pluie en 4 mois à Morlaix.

- 1996 : seulement 14 mm de pluie en 3 mois à Rennes.

- 10 août 2003 : Canicule exceptionnelle par sa durée (près de 2 semaines) et son intensité. À partir du 4 août, des températures supérieurs à 35 °C ont été observées sur une grande majorité des stations météorologiques en France. Des températures supérieures à 40 °C ont été observées sur certaines stations de Bretagne (Saint-Dié), ce qui ne s’était jamais produit depuis le début des mesures de température.

- 2017 : Pour la première fois depuis la mise en œuvre du plan national canicule (PNC), l’un des départements de la Bretagne a été placé en vigilance orange canicule. Rétrospectivement, l’analyse des températures observées a montré que les critères de vigilance canicule ont été atteints le 28 août dans le Morbihan lors de la dernière vague de chaleur de l’été page 30.

### Vagues de froid
- 11 février 1983 : 32 cm de neige à Brest.
- Hiver 1985 : -14°C à Rennes.
- 10 février 1991 : 20 cm de neige sur l’île de Batz.
- 2 janvier 1997 : - 10°C à Quimper.
- 24 février 2004 : 20 cm de neige à Pontivy.
- 11 janvier 2010 : 40 cm de neige à Carhaix.

## Politique et planification climatiques

### Niveau national
Pour respecter les deux objectifs de l'accord de Paris sur le climat (réchauffement bien en-dessous de 2 °C et de préférence limité à 1,5 °C), une réduction forte et immédiate des émissions de CO2 est indispensable, jusqu'à atteindre la neutralité carbone, seule à même de stopper le réchauffement. Diminuer les émissions des autres gaz à effet de serre, en particulier le méthane, est également pertinent. Pour répondre à cet objectif, la France, à travers sa politique climatique, déploie différentes stratégies d'atténuation et d'adaptation), avec des objectifs spécifiques comme la réduction des émissions de gaz à effet de serre de 50 % entre 1990 et 2030 (20 % en 2019) ou la réduction de la consommation énergétique finale de 50 % en 2050 par rapport à la référence 2012 en visant un objectif intermédiaire de 20 % en 2030. La traduction des engagements de la France sur le climat et l'énergie se décline en différents documents de planification aux niveaux régional et local.

### Niveau régional

#### Breizh COP (2017)
S’inspirant du modèle des COP internationales, la Région Bretagne lance en 2017 la Breizh COP, une démarche de mobilisation forte du territoire breton pour répondre à l'urgence climatique et environnementale  incitant tous les acteurs à s’engager dans l’action. Les appels à engagements Breizh Cop ont été lancés entre février et avril 2019. Chaque communauté d’acteurs a entrepris de formaliser ses engagements. Le 12 juin 2019, 5 499 engagements étaient décomptés, dont 4 977 issus des collectivités (communes, départements, EPCI, Pays…).

#### Le SRADDET (2020)
Le rôle des régions en matière d’aménagement et de développement durable du territoire a été renforcé par les articles 10 et 13 de la loi du 7 août 2015, dite loi NOTRe, qui créent un nouvel outil planificateur dans le domaine de l’aménagement du territoire, de la mobilité des populations et de la lutte contre le réchauffement climatique : le Schéma régional d’aménagement, de développement durable et d’égalité des territoires, SRADDET. Le Schéma régional envisage un développement sur des horizons de moyen (2030) et long-terme (2050) et couvre 11 domaines de compétence dont la lutte contre le changement climatique.
Le Conseil régional a adopté le Schéma régional d’aménagement, de développement durable et d’égalité des territoires (SRADDET) le 18 décembre 2020. Comportant des orientations stratégiques, 38 objectifs, mais aussi des mesures à caractère réglementaire applicable aux documents de planification locaux, le SRADDET a été approuvé par arrêté du Préfet de Région et rendu exécutoire le 16 mars 2021. Les six grandes priorités transversales que la Région s’est fixée se traduisent par 6 engagements dans les domaines suivants : stratégies numériques responsables, réussir le bien-manger pour tous, une nouvelle stratégie énergétique et climatique, préservation et la valorisation de la biodiversité et des ressources, la cohésion des territoires.

#### Haut conseil breton pour le climat (2022)
Le 13 mai 2022, le Conseil régional de Bretagne met en place le Haut conseil breton pour le climat, un nouvel organe consultatif intervenant en complémentarité des autres organismes intervenant déjà dans le domaine du changement climatique, notamment le CESER, l’Observatoire de l'environnement en Bretagne, l'Agence bretonne de la biodiversité, le Centre de ressources et d’expertise scientifique sur l’eau de Bretagne (Creseb) et la chambre régionale d'agriculture. Il est composé de 20 membres académiques élus pour 6 ans et a pour mission d’orienter la Région Bretagne sur la cohérence et la pertinence des stratégies thématiques et stratégies de territoire qu’il porte et la pertinence de ses politiques publiques au regard des objectifs de réduction des émissions de gaz à effet de serre (atténuation du changement climatique), et de préparation de la Bretagne aux impacts du changement climatique (adaptation),.

### Niveau local

#### SCOT
Créés par la Loi relative à la solidarité et au renouvellement urbains (SRU) du 13 décembre 2000, les schémas de cohérence territoriale (SCoT) sont des documents de planification à long terme, dont l’objectif est de fixer les objectifs du développement durable d’un territoire inter-communal. Il existe 29 SCOT en Bretagne, à différents niveaux d’élaboration, dont les tailles varient de 5 à 89 communes. Les SCoT doivent prendre en compte les SRADDET.

#### Territoires à énergie positive (2014)
Ségolène Royal lance en septembre 2014 un appel à projets pour mobiliser 200 « territoires à énergie positive pour la croissance verte ». En Bretagne, six territoires sont retenus :
- Brest Métropole Océane, avec deux actions phares : le développement du réseau de chaleur de Brest et la plateforme de rénovation énergétique Tinergie[30] ;
- Lorient agglomération, avec notamment le projet SOLENN (SOLidarité ENergie iNnovation) et l'accompagnement des entreprises pour une meilleure performance énergétique[31] ;
- Saint-Brieuc Agglomération ;
- la communauté de commune du Val d’Ille, avec notamment un schéma de déplacement intercommunal[32] ;
- la communauté de commune du Mené, avec un parc éolien participatif « Les Landes du Mené », de 7 éoliennes et un parc de logement locatif à 0 € de dépenses pour le chauffage[33] ;
- le Pays de Centre Ouest Bretagne.

#### PCAET (2015)

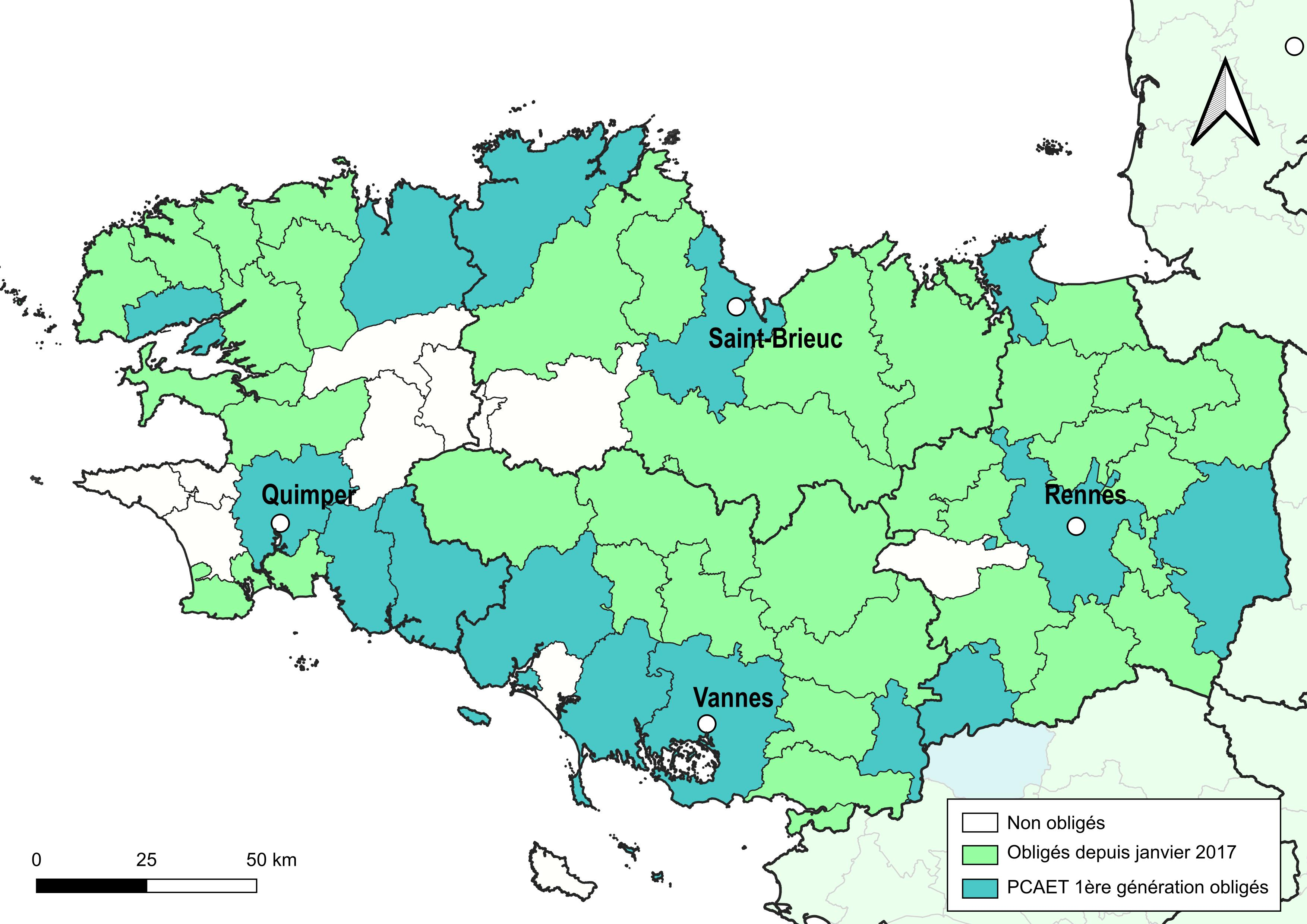
Carte des Plans climat-air-énergie territoriaux (PCAET) en Bretagne.

La Loi relative à la transition énergétique pour la croissance verte (LTECV), promulguée le 17 août 2015, renforce le rôle des intercommunalités et les nomme coordinateurs de la transition énergétique. Le Plan climat-air-énergie territorial (PCAET) est un projet territorial de développement durable visant deux objectifs : l'atténuation, à savoir la diminution des gaz à effet de serre, et l'adaptation au changement climatique.
Depuis le 1er janvier 2017, la Bretagne compte 59 EPCI. 49 d’entre eux doivent élaborer un PCAET, dont 34 sont nouvellement obligés depuis janvier 2017. 10 comptent moins de 20 000 habitants et peuvent initier une démarche volontaire pour structurer des actions sur leur territoire. Les dix EPCI exempts de PCAET sont : Communauté de communes Cap Sizun - Pointe du Raz, Douarnenez Communauté, Communauté de communes du Haut Pays Bigouden, Monts d'Arrée Communauté, Communauté de communes de Haute Cornouaille, Poher Communauté, Communauté de communes du Kreiz-Breizh, Communauté de communes de Blavet Bellevue Océan, Communauté de communes de Belle-Île-en-Mer et Communauté de communes de Brocéliande,.
Les Plans Climat Air Énergie territoriaux (PCAET) doivent prendre en compte les SCoT.

#### PLU
Les Plans locaux d'urbanisme (PLU) doivent prendre en compte les PCAET.